# Kragelund (Silkeborg Kommune)
 For alternative betydninger, se Kragelund. (Se også artikler, som begynder med Kragelund)
Kragelund er en lille by i Midtjylland med 756 indbyggere  (2024). Kragelund er beliggende i i Kragelund Sogn 10 kilometer vest for Silkeborg, fire kilometer sydvest for Sinding og seks kilometer nordøst for Engesvang. Byen hører til Silkeborg Kommune og er beliggende i Region Midtjylland.
I byen ligger Kragelund Kirke.
I Kragelund er der både friluftsbad, børnehave, skole, ældrecenter, kirke, bryghus, forsamlingshus og en LokalBrugs.